# Richtlinie 2014/33/EU über Aufzüge und Sicherheitsbauteile für Aufzüge
Die Richtlinie 2014/33/EU des Europäischen Parlaments und des Rates vom 26. Februar 2014 zur Angleichung der Rechtsvorschriften der Mitgliedstaaten über Aufzüge und Sicherheitsbauteile für Aufzüge legt die Anforderungen an Aufzüge und Sicherheitsbauteile für Aufzüge für das Inverkehrbringen innerhalb der Europäischen Union (EU) fest. Sie wurde im Amtsblatt der Europäischen Union L 96 vom 29. März 2014, S. 251–308, veröffentlicht. Diese Richtlinie, auch bekannt als Aufzugsrichtlinie, wurde entwickelt, um den freien Warenverkehr im Bereich der Aufzüge und deren Sicherheitsbauteile zu erleichtern und ein hohes Sicherheitsniveau für Benutzer und Wartungspersonal zu gewährleisten. Die Richtlinie ersetzt Richtlinie 95/16/EG über Aufzüge.
Die Richtlinie über Aufzüge und Sicherheitsbauteile für Aufzüge ist, wie alle europäischen Richtlinien, an die Mitgliedsstaaten gerichtet und sie muss daher von den einzelnen Mitgliedstaaten in nationales Recht umgesetzt werden. In Deutschland erfolgt dies durch die Zwölfte Verordnung zum Produktsicherheitsgesetz Aufzugsverordnung – 12. ProdSV.
Da Aufzüge eine Gruppe von Maschinen sind, gelten auch Teile der Maschinenrichtlinie. Hierzu wird in Anhang I der vorliegenden Aufzugsrichtlinie näheres erläutert.

## Ziele
Die Richtlinie verfolgt zwei Hauptziele:
- den Verkauf von Aufzügen und deren Sicherheitsbauteile innerhalb des Binnenmarktes der Europäischen Union (EU) zu erlauben
- ein hohes Sicherheitsniveaus für Aufzugbenutzer und Wartungspersonal sicherzustellen.

## Eckpunkte
In der Richtlinie sind die grundlegenden Gesundheitsschutz- und Sicherheitsanforderungen festgelegt, die jeder Aufzug erfüllen muss. Außerdem definiert sie die Pflichten der Hersteller, Einführer und Händler in Verbindung mit dem Inverkehrbringen von Aufzügen und Sicherheitsbauteilen für Aufzüge:
- Alle in der EU in Verkehr gebrachten Aufzüge und Sicherheitsbauteile für Aufzüge müssen die CE-Kennzeichnung tragen und damit versichern, dass alle wesentlichen Sicherheitsanforderungen der EU-Vorschriften erfüllt sind
- Vor Erteilung der CE-Kennzeichnung muss der Hersteller ein Konformitätsbewertungsverfahren zur Gewährleistung der Sicherheit durchführen sowie die technischen Unterlagen für die Aufzüge und die Bauteile der Aufzüge erstellen
- Die Hersteller können harmonisierte Normen anwenden, deren Fundstellen im Amtsblatt der Europäischen Union veröffentlicht worden sind, um von der Konformitätsvermutung und dem erleichterten Marktzugang zu profitieren
- Die Einführer müssen überprüfen, ob das betreffende Konformitätsbewertungsverfahren vom Hersteller der Sicherheitsbauteile ordnungsgemäß durchgeführt wurde, und die für die Sicherheitsüberwachung zuständigen Behörden informieren, wenn sie der Auffassung sind, dass Sicherheitsbauteile nicht den wesentlichen Gesundheitsschutz- und Sicherheitsanforderungen entsprechen
- Alle technischen Unterlagen müssen dokumentiert und zehn Jahre lang aufbewahrt werden
- Die Unterlagen und die Sicherheitsinformationen müssen in einer Sprache verfasst sein, die von den Endnutzern leicht verstanden werden kann
- Die Hersteller und Einführer müssen ihre Postanschrift auf allen Sicherheitsbauteilen und Aufzügen angeben
- Auf Verlangen der zuständigen nationalen Behörden können die Hersteller die Konformität auf elektronischem Wege nachweisen
- Die Richtlinie gibt vor, wie nationale Behörden, die für die Überwachung der Sicherheit zuständig sind, die Einführung von gefährlichen Sicherheitsbauteilen oder Aufzügen aus Drittländern identifizieren und verhindern können

## Definition
Die Richtlinie gilt für Aufzüge, die Gebäude und Bauten dauerhaft bedienen und bestimmt sind:
- zur Personenbeförderung
- zur Personen- und Güterbeförderung
- nur zur Güterbeförderung, sofern der Lastträger betretbar ist, d. h. wenn eine Person ohne Schwierigkeit in den Lastträger einsteigen kann, und über Steuereinrichtungen verfügt, die im Innern des Lastträgers oder in Reichweite einer dort befindlichen Person angeordnet sind

Die Richtlinie gilt nicht für:
- Hebezeuge mit einer Fahrgeschwindigkeit von bis zu 0,15 m/s
- Baustellenaufzüge
- seilgeführte Einrichtungen einschließlich Seilbahnen
- speziell für militärische Zwecke oder zur Aufrechterhaltung der öffentlichen Ordnung konzipierte und gebaute Aufzüge
- Hebezeuge, von denen aus Arbeiten durchgeführt werden können
- Schachtförderanlagen
- Hebezeuge zur Beförderung von Darstellern während künstlerischer Vorführungen
- in Beförderungsmitteln eingebaute Hebezeuge
- mit einer Maschine verbundene Hebezeuge, die ausschließlich für den Zugang zu Arbeitsplätzen – einschließlich Wartungs- und Inspektionspunkten an Maschinen – bestimmt sind
- Zahnradbahnen
- Fahrtreppen und Fahrsteige

## Konformität von Aufzügen und Sicherheitsbauteilen für Aufzüge
Für die Konformität bei Aufzügen und Sicherheitsbauteilen für Aufzüge gilt:

„Bei Aufzügen und Sicherheitsbauteilen für Aufzüge, die mit harmonisierten Normen oder Teilen davon übereinstimmen, deren Fundstellen im Amtsblatt der Europäischen Union veröffentlicht worden sind, wird Konformität mit den wesentlichen Gesundheitsschutz- und Sicherheitsanforderungen nach Anhang I vermutet, die von den betreffenden Normen oder Teilen davon abgedeckt sind.“

Die Aufzüge und ihre Sicherheitsbauteile unterliegen der EU-Baumusterprüfung. Die Europäische Kommission hat auf ihrer Seite eine Liste der harmonisierten Standards (Normen) veröffentlicht, die für diese Aufzugsrichtlinie maßgeblich sind. Es wird ein Leitfaden zur Anwendung der Richtlinie, sowie ein Leitfaden für Gewerbetreibende zur CE-Kennzeichnung zur Verfügung gestellt.

## Anhänge
In den 14 Anhängen der Richtlinie sind die wesentlichen Anforderungen für Aufzüge und ihre Sicherheitsbauteile detailliert beschrieben. So sind in Anhang I die wesentlichen Gesundheitsschutz- und Sicherheitsanforderungen benannt. In den weiteren Anhängen werden z. B. die Liste der Sicherheitsbauteile benannt (Anhang III), oder wie die EU-Baumusterprüfung für Aufzüge und Sicherheitsbauteile zu erfolgen hat. Neben der Pflicht zur Endabnahme (Anhang V) sind auch Maßnahmen zum Qualitätsmanagement sowie zur Qualitätssicherung (Anhang VI und VII) vorgegeben.